# 1986年
1986年（1986 ねん）は、西暦（グレゴリオ暦）による、水曜日から始まる平年。昭和61年。
この項目では、国際的な視点に基づいた1986年について記載する。

## 他の紀年法
- 干支：丙寅（ひのえ とら）
- 日本（月日は一致）
  - 昭和61年
  - 皇紀2646年
- 大韓民国（月日は一致）
  - 檀紀4319年
- 中華民国（月日は一致）
  - 中華民国75年
- 朝鮮民主主義人民共和国（月日は一致）
  - 主体75年
- 仏滅紀元：2528年 - 2529年
- イスラム暦：1406年4月19日 - 1407年4月28日
- ユダヤ暦：5746年4月20日 - 5747年3月29日
- Unix Time：504921600 - 536457599
- 修正ユリウス日 (MJD)：46431 - 46795
- リリウス日 (LD)：147272 - 147636

※主体暦は、朝鮮民主主義人民共和国で1997年に制定された。

## カレンダー
| 1月 |    |    |    |    |    |    |
| 日  | 月 | 火 | 水 | 木 | 金 | 土 |
|     |    |    | 1  | 2  | 3  | 4  |
| 5   | 6  | 7  | 8  | 9  | 10 | 11 |
| 12  | 13 | 14 | 15 | 16 | 17 | 18 |
| 19  | 20 | 21 | 22 | 23 | 24 | 25 |
| 26  | 27 | 28 | 29 | 30 | 31 |    |
|     |    |    |    |    |    |    |

| 2月 |    |    |    |    |    |    |
| 日  | 月 | 火 | 水 | 木 | 金 | 土 |
|     |    |    |    |    |    | 1  |
| 2   | 3  | 4  | 5  | 6  | 7  | 8  |
| 9   | 10 | 11 | 12 | 13 | 14 | 15 |
| 16  | 17 | 18 | 19 | 20 | 21 | 22 |
| 23  | 24 | 25 | 26 | 27 | 28 |    |
|     |    |    |    |    |    |    |

| 3月 |    |    |    |    |    |    |
| 日  | 月 | 火 | 水 | 木 | 金 | 土 |
|     |    |    |    |    |    | 1  |
| 2   | 3  | 4  | 5  | 6  | 7  | 8  |
| 9   | 10 | 11 | 12 | 13 | 14 | 15 |
| 16  | 17 | 18 | 19 | 20 | 21 | 22 |
| 23  | 24 | 25 | 26 | 27 | 28 | 29 |
| 30  | 31 |    |    |    |    |    |
|     |    |    |    |    |    |    |

| 4月 |    |    |    |    |    |    |
| 日  | 月 | 火 | 水 | 木 | 金 | 土 |
|     |    | 1  | 2  | 3  | 4  | 5  |
| 6   | 7  | 8  | 9  | 10 | 11 | 12 |
| 13  | 14 | 15 | 16 | 17 | 18 | 19 |
| 20  | 21 | 22 | 23 | 24 | 25 | 26 |
| 27  | 28 | 29 | 30 |    |    |    |
|     |    |    |    |    |    |    |

| 5月 |    |    |    |    |    |    |
| 日  | 月 | 火 | 水 | 木 | 金 | 土 |
|     |    |    |    | 1  | 2  | 3  |
| 4   | 5  | 6  | 7  | 8  | 9  | 10 |
| 11  | 12 | 13 | 14 | 15 | 16 | 17 |
| 18  | 19 | 20 | 21 | 22 | 23 | 24 |
| 25  | 26 | 27 | 28 | 29 | 30 | 31 |
|     |    |    |    |    |    |    |

| 6月 |    |    |    |    |    |    |
| 日  | 月 | 火 | 水 | 木 | 金 | 土 |
| 1   | 2  | 3  | 4  | 5  | 6  | 7  |
| 8   | 9  | 10 | 11 | 12 | 13 | 14 |
| 15  | 16 | 17 | 18 | 19 | 20 | 21 |
| 22  | 23 | 24 | 25 | 26 | 27 | 28 |
| 29  | 30 |    |    |    |    |    |
|     |    |    |    |    |    |    |

| 7月 |    |    |    |    |    |    |
| 日  | 月 | 火 | 水 | 木 | 金 | 土 |
|     |    | 1  | 2  | 3  | 4  | 5  |
| 6   | 7  | 8  | 9  | 10 | 11 | 12 |
| 13  | 14 | 15 | 16 | 17 | 18 | 19 |
| 20  | 21 | 22 | 23 | 24 | 25 | 26 |
| 27  | 28 | 29 | 30 | 31 |    |    |
|     |    |    |    |    |    |    |

| 8月 |    |    |    |    |    |    |
| 日  | 月 | 火 | 水 | 木 | 金 | 土 |
|     |    |    |    |    | 1  | 2  |
| 3   | 4  | 5  | 6  | 7  | 8  | 9  |
| 10  | 11 | 12 | 13 | 14 | 15 | 16 |
| 17  | 18 | 19 | 20 | 21 | 22 | 23 |
| 24  | 25 | 26 | 27 | 28 | 29 | 30 |
| 31  |    |    |    |    |    |    |
|     |    |    |    |    |    |    |

| 9月 |    |    |    |    |    |    |
| 日  | 月 | 火 | 水 | 木 | 金 | 土 |
|     | 1  | 2  | 3  | 4  | 5  | 6  |
| 7   | 8  | 9  | 10 | 11 | 12 | 13 |
| 14  | 15 | 16 | 17 | 18 | 19 | 20 |
| 21  | 22 | 23 | 24 | 25 | 26 | 27 |
| 28  | 29 | 30 |    |    |    |    |
|     |    |    |    |    |    |    |

| 10月 |    |    |    |    |    |    |
| 日   | 月 | 火 | 水 | 木 | 金 | 土 |
|      |    |    | 1  | 2  | 3  | 4  |
| 5    | 6  | 7  | 8  | 9  | 10 | 11 |
| 12   | 13 | 14 | 15 | 16 | 17 | 18 |
| 19   | 20 | 21 | 22 | 23 | 24 | 25 |
| 26   | 27 | 28 | 29 | 30 | 31 |    |
|      |    |    |    |    |    |    |

| 11月 |    |    |    |    |    |    |
| 日   | 月 | 火 | 水 | 木 | 金 | 土 |
|      |    |    |    |    |    | 1  |
| 2    | 3  | 4  | 5  | 6  | 7  | 8  |
| 9    | 10 | 11 | 12 | 13 | 14 | 15 |
| 16   | 17 | 18 | 19 | 20 | 21 | 22 |
| 23   | 24 | 25 | 26 | 27 | 28 | 29 |
| 30   |    |    |    |    |    |    |
|      |    |    |    |    |    |    |

| 12月 |    |    |    |    |    |    |
| 日   | 月 | 火 | 水 | 木 | 金 | 土 |
|      | 1  | 2  | 3  | 4  | 5  | 6  |
| 7    | 8  | 9  | 10 | 11 | 12 | 13 |
| 14   | 15 | 16 | 17 | 18 | 19 | 20 |
| 21   | 22 | 23 | 24 | 25 | 26 | 27 |
| 28   | 29 | 30 | 31 |    |    |    |
|      |    |    |    |    |    |    |

## できごと

### 1月
- 1月1日 - スペインとポルトガルが欧州共同体 (EC) に加盟。
- 1月5日 - 高知県で75㎝の積雪を観測し、38豪雪以来の大雪となる[1]。
- 1月7日 - レーガン大統領、対リビア経済制裁発表
- 1月21日 - トヨタ・ソアラ発売
- 1月24日 - ベトナム・ラオス国境画定協定調印。
- 1月28日 - スペースシャトルのチャレンジャー号爆発事故、乗組員全員死亡。

### 2月
- 2月4日 - 日産・レパード発売
- 2月6日 - トヨタ・スープラ発売
- 2月25日 - フィリピンのマルコス大統領が国外脱出、アキノ大統領が就任（エドサ革命）。
- 2月28日 - オロフ・パルメ暗殺事件（英語版）

### 3月
- 3月6日 - G5[注釈 1]、初の協調利下げで合意。
- 3月8日 - 前年8月19日に打ち上げられたハレー彗星探査機『すいせい』が彗星に最接近（15万km）。
- 3月16日 - スイスが国民投票で国際連合加盟を否決。

### 4月
- 4月15日 - アメリカによるリビア爆撃。
- 4月17日 - 最も長く続いた戦争三百三十五年戦争が終結。
- 4月26日 - ソ連のウクライナ・ソビエト社会主義共和国のチェルノブイリ原子力発電所で大規模な爆発事故発生（チェルノブイリ原子力発電所事故）。

### 5月
- 5月2日 - 世界ラリー選手権ツール・ド・コルスにおいて、ヘンリ・トイボネン/セルジオ・クレスト組が事故死。これにより同選手権におけるグループB規格が廃止になる。
- 5月4日 - 第12回先進国首脳会議（東京サミット）開催。テロ問題でリビアを名指しで非難する。
- 5月10日 - アメリカでモスボールされていた戦艦ミズーリが再就役。
- 5月23日 - 港島線「金鐘-上環駅」開業。
- 5月25日 - ハンズ・アクロス・アメリカが開催される。
- 5月31日 - FIFAワールドカップメキシコ大会開幕。

### 6月
- 6月29日 - FIFAワールドカップメキシコ大会でアルゼンチンが西ドイツを破って優勝。

### 7月
- 7月23日 - エリザベス英女王の次男ヨーク公アンドルーがウェストミンスター寺院でセーラ・ファーガソンと結婚。

### 9月
- 9月15日 - 韓国でのちに未解決連続殺人として有名になる華城連続殺人事件の最初の殺人事件が発生する。(その後1991年4月3日まで殺人は続いた）

### 10月
- 10月1日 - アメリカ合衆国フロリダ州オーランドにあるウォルト・ディズニー・ワールド・リゾートが開園15周年。
- 10月3日 - ソ連海軍の戦略原子力潜水艦K-219が、バミューダ沖で哨戒中、原子炉の暴走事故を起こす。
- 10月11日 - 米ソ首脳会談。アイスランドのレイキャビクでレーガン大統領とゴルバチョフ書記長が会談。
- 10月19日 - 1986年モザンビークTu-134墜落事故（英語版）
- 10月26日 - タイ航空機爆発事件

### 11月
- 11月2日 - メジロラモーヌが中央競馬クラシック牝馬三冠を達成。
- 11月3日 - レバノンの雑誌がレーガン政権のイランへの秘密の武器輸出を報じて、イラン・コントラ事件が発覚。

### 12月
- 12月19日 - ソ連が反体制物理学者アンドレイ・サハロフ博士夫妻の流刑を解除。
- 12月28日 -『お座敷列車・みやび』が山陰本線の餘部鉄橋を走行中、風速33mの強風にあおられて転落。死者6人、重傷者6人。

## 周年
以下に、過去の主な出来事からの区切りの良い年数（周年）を記す。
- 7月15日 - ボーイング社（米ワシントン州シアトル）創業70周年。
- 7月26日 - スエズ運河国有化宣言から20周年。

## 天候・天災・観測等
- ハレー彗星が76年ぶりに大接近

## 芸術・文化・ファッション

### スポーツ
- 野球
- サッカー
  - FIFAワールドカップ メキシコ大会
  - 優勝国:アルゼンチン - 準々決勝、対イングランド戦では、アルゼンチン代表のディエゴ・マラドーナが「5人抜き」ゴールや「神の手」ゴールなどの伝説を作った。

- モータースポーツ
  - F1世界選手権
    - ドライバーズチャンピオン アラン・プロスト（マクラーレン・ポルシェ）
    - コンストラクターズチャンピオン ウィリアムズ・ホンダ
    - 7月にエリオ・デ・アンジェリスがポール・リカールでのテスト走行中に事故死

  - ロードレース世界選手権
    - 500cc エディ・ローソン
    - 250cc カルロス・ラバード
    - 125cc ルカ・カダローラ

## 誕生

### 1月
- 1月1日 - グレン・デイビス、バスケットボール選手
- 1月1日 - コリン・モーガン、俳優
- 1月2日 - 蕭一傑、プロ野球選手
- 1月4日 - ジェイムズ・ミルナー、サッカー選手
- 1月5日 - 小池徹平、俳優
- 1月5日 - J.P.アレンシビア、メジャーリーガー
- 1月7日 - ホセ・エスカローナ、プロ野球選手
- 1月8日 - ジェームズ・ラッセル、メジャーリーガー
- 1月8日 - ダビド・シルバ、サッカー選手
- 1月12日 - イモトアヤコ、お笑いタレント、女優
- 1月12日 - ジェマ・アータートン、女優
- 1月12日 - ズラータ・オーフニェヴィチ、歌手
- 1月12日 - パブロ・ダニエル・オスヴァルド、サッカー選手
- 1月13日 - エデルソン・オノラト・カンポス、サッカー選手
- 1月13日 - ジョアニー・ロシェット、フィギュアスケート選手
- 1月14日 - 前野朋哉、俳優、映画監督
- 1月14日 - ヨアン・キャバイェ、サッカー選手
- 1月15日 - エフレイン・エスクデロ、レスリング選手
- 1月15日 - クララ、女優
- 1月15日 - ジェシー・シュラム、女優
- 1月15日 - ユリア・カルボフスカヤ、フィギュアスケート選手
- 1月16日 - マーク・トランボ、メジャーリーガー
- 1月19日 - クラウディオ・マルキジオ、サッカー選手
- 1月19日 - 牧野由依、声優
- 1月21日 - アルタグラシア・マンブル、バレーボール選手
- 1月21日 - アレシャンドロ・ルイス・フェルナンデス、サッカー選手
- 1月21日 - セサール・アルソ、サッカー選手
- 1月23日 - ホセ・エンリケ、サッカー選手
- 1月24日 - ジャバル・アスケロフ、キックボクサー
- 1月24日 - フランクリン・モラレス、メジャーリーガー
- 1月24日 - ミーシャ・バートン、女優
- 1月26日 - ジェジュン、歌手（東方神起）
- 1月26日 - マシュー・キイチ・ヒーフィー（トリヴィアム）
- 1月27日 - ヨハン・フランデ、メジャーリーガー
- 1月29日 - ジェイアー・ジャージェンス、メジャーリーガー
- 1月29日 - シモン・ヴクチェヴィッチ、サッカー選手
- 1月29日 - ブライス・デイヴィソン、フィギュアスケート選手
- 1月30日 - 下田麻美、声優
- 1月30日 - ニック・エバンス、プロ野球選手
- 1月30日 - マーク・ロジャース、メジャーリーガー

### 2月
- 2月1日 - ジャスティン・セラーズ、メジャーリーガー
- 2月2日 - ティファニー・ヴァイス、フィギュアスケート選手
- 2月3日 - 柳原可奈子、お笑いタレント
- 2月3日 - ルーカス・ドゥーダ、メジャーリーガー
- 2月5日 - キム・ミヌ、フィギュアスケート選手
- 2月5日 - ニールス・アルベルト、自転車競技選手
- 2月5日 - ライアン・ウェブ、メジャーリーガー
- 2月6日 - ユンホ、歌手（東方神起）
- 2月6日 - アルカジー・セルゲーエフ、フィギュアスケート選手
- 2月8日 - アンナ・ハッチソン、女優
- 2月10日 - ダリエル・イノホサ、メジャーリーガー
- 2月10日 - ラダメル・ファルカオ、サッカー選手
- 2月10日 - 市川由衣、女優
- 2月11日 - 許敏（朝鮮語版）、喜劇俳優
- 2月12日 - トッド・フレイジャー、メジャーリーガー
- 2月12日 - ブランドン・アレン、プロ野球選手
- 2月14日 - ジャメル・アブドゥン、サッカー選手
- 2月14日 - ティファニー・ソーントン、女優
- 2月14日 - トラビス・バンワート、プロ野球選手
- 2月14日 - ミハエル・アメルミューラー、レーサー
- 2月14日 - 佳村はるか、声優
- 2月15日 - ヴァレリ・ボジノフ、サッカー選手
- 2月15日 - 小清水亜美、声優
- 2月17日 - ジョーイ・オブライエン、サッカー選手
- 2月18日 - 安藤サクラ、女優
- 2月20日 - イ・ソンビン、フィギュアスケート選手
- 2月21日 - シャルロット・チャーチ、歌手
- 2月22日 - レイジョン・ロンド、バスケットボール選手
- 2月23日 - 亀梨和也、歌手、俳優、タレント、KAT-TUNの元メンバー
- 2月23日 - セルゲイ・オスタペンコ、サッカー選手
- 2月25日 - エリック・コーディエ、プロ野球選手
- 2月27日 - 田丸篤志、声優
- 2月27日 - ヨバニ・ガヤルド、メジャーリーガー
- 2月28日 - ギー・エンディ・アセンベ、サッカー選手
- 2月28日 - 三瓶由布子、声優
- 2月28日 - ミン・ヒョリン（閔孝琳）、歌手

### 3月
- 3月1日 - エドゥアルド・モルラン、プロ野球選手
- 3月3日 - ステイシー・オリコ、歌手
- 3月4日 - 朝倉康心、プロ雀士
- 3月5日 - ジョエル・ワトソン、フィギュアスケート選手
- 3月6日 - ジェイク・アリエータ、メジャーリーガー
- 3月11日 - 篠田麻里子、元AKB48、女優、ファッションモデル
- 3月12日 - ジョーイ・バトラー、プロ野球選手
- 3月12日 - マルティーナス・アンドリュシュケヴィチュス、バスケットボール選手
- 3月13日 - 大東駿介、俳優
- 3月13日 - 鳴海杏子、声優
- 3月16日 - アレクサンドラ・ダダリオ、女優
- 3月16日 - 髙橋大輔、フィギュアスケート選手
- 3月17日 - エディン・ジェコ、サッカー選手
- 3月17日 - クリス・デービス、メジャーリーガー
- 3月21日 - 林泓育、野球選手
- 3月22日 - 張文秀、陸上競技選手
- 3月22日 - デクスター・ファウラー、メジャーリーガー
- 3月23日 - ファビアン・アスマン、サッカー選手
- 3月24日 - イヴァン・アルティポリ、サッカー選手
- 3月24日 - 平手晃平、レーシングドライバー
- 3月27日 - マヌエル・ノイアー、サッカー選手
- 3月28日 - レディー・ガガ、歌手
- 3月29日 - シルヴァン・イーバンクス＝ブレイク、サッカー選手
- 3月30日 - セルヒオ・ラモス、サッカー選手
- 3月31日 - セルゲイ・カレフ、フィギュアスケート選手

### 4月
- 4月2日 - アンドリス・ビエドリンシュ、バスケットボール選手
- 4月2日 - イブラヒム・アフェレイ、サッカー選手
- 4月4日 - アンソニー・カーター、プロ野球選手
- 4月4日 - ウニョク、歌手、ダンサー (SUPER JUNIOR)
- 4月5日 - 魁猛、大相撲力士
- 4月7日 - チェ・シウォン、歌手、俳優 (SUPER JUNIOR)
- 4月7日 - 羅嘉仁、野球選手
- 4月8日 - イゴール・アキンフェエフ、サッカー選手
- 4月8日 - フェリックス・ヘルナンデス、メジャーリーガー
- 4月8日 - カルロス・サンタナ、メジャーリーガー
- 4月8日 - 沢尻エリカ、元女優
- 4月9日 - ヤディエル・ペドロソ、野球選手
- 4月10日 - ヴァンサン・コンパニ、サッカー選手
- 4月10日 - フェルナンド・ガゴ、サッカー選手
- 4月10日 - コーリー・クルーバー、メジャーリーガー
- 4月12日 - ブラッド・ブラック、メジャーリーガー
- 4月13日 - ロレンゾ・ケイン、メジャーリーガー
- 4月14日 - 杏、女優、ファッションモデル
- 4月15日 - トム・ヒートン、サッカー選手
- 4月16日 - 岡崎慎司、サッカー選手
- 4月18日 - ビリー・バトラー、メジャーリーガー
- 4月19日 - クレメンス・ブルマー、フィギュアスケート選手
- 4月21日 - ロドニー・スタッキー、バスケットボール選手
- 4月22日 - アンバー・ハード、女優
- 4月22日 - エリック・ベーガー、野球選手
- 4月22日 - マーショーン・リンチ、アメリカンフットボール選手
- 4月23日 - 佐々木もよこ、タレント・女優
- 4月23日 - ミランダ・フェルナンデス、プロ野球選手
- 4月23日 - ラファエル・フェルナンデス、プロ野球選手
- 4月23日 - ルイス・デュランゴ、メキシカンリーガー
- 4月25日 - ライス・エンボリ、サッカー選手
- 4月28日 - ジェナ・アウシュコウィッツ、女優、歌手

### 5月
- 5月2日 - クリスティン・ヴィツォレク、フィギュアスケート選手
- 5月3日 - ホーマー・ベイリー、メジャーリーガー
- 5月8日 - 佐藤聡美、声優
- 5月11日 - アブー・ディアビ、サッカー選手
- 5月13日 - アリャクサンドル・ルィバーク、ヴァイオリニスト・歌手・作曲家・俳優
- 5月13日 - ロバート・パティンソン、俳優
- 5月15日 - ブランドン・バーンズ、メジャーリーガー
- 5月15日 - マティアス・フェルナンデス、サッカー選手
- 5月16日 - 横尾渉、アイドル (Kis-My-Ft2)
- 5月19日 - 澤部佑（ハライチ）、芸人
- 5月19日 - マリオ・チャルマーズ、バスケットボール選手
- 5月21日 - マット・ウィータース、メジャーリーガー
- 5月22日 - エリック・ソガード、メジャーリーガー
- 5月22日 - コリン・カウギル、メジャーリーガー
- 5月22日 - ジュリアン・エデルマン、アメリカンフットボール選手
- 5月22日 - タチアナ・ボロソジャル、フィギュアスケート選手
- 5月23日 - ヴァレンティーナ・マルケイ、フィギュアスケート選手
- 5月23日 - ジョーダン・ジマーマン、メジャーリーガー
- 5月25日 - 上野樹里、女優
- 5月25日 - コリー・リオーダン、プロ野球選手
- 5月27日 - マリオ・マンジュキッチ、サッカー選手
- 5月28日 - シャルル・ヌゾクビア、サッカー選手
- 5月29日 - ホーンスワグル、プロレスラー
- 5月31日 - ソポ・ハルヴァシ、歌手
- 5月31日 - ドリュー・ネイラー、プロ野球選手
- 5月31日 - ブルック・キャスティル、フィギュアスケート選手
- 5月31日 - ロベルト・ヘーシンク、自転車競技選手

### 6月
- 6月2日 - クリス・マーティン、メジャーリーガー
- 6月2日 - J.T.ワイズ、マイナーリーガー
- 6月3日 - アル・ホーフォード、バスケットボール選手
- 6月3日 - ザック・ラッツ、メジャーリーガー
- 6月3日 - トマシュ・ベルネル、フィギュアスケート選手
- 6月3日 - ラファエル・ナダル、テニス選手
- 6月4日 - ユチョン（ミッキー）、歌手（東方神起）
- 6月6日 - 于小洋、フィギュアスケート選手
- 6月6日 - キム・ヒョンジュン、歌手（SS501）
- 6月9日 - ヤディエル・ペドロソ、野球選手（+ 2013年）
- 6月11日 - シャイア・ラブーフ、俳優
- 6月12日 - セルヒオ・ロドリゲス、バスケットボール選手
- 6月12日 - 高梨謙吾、声優
- 6月13日 - アシュレー・オルセン（オルセン姉妹）、女優
- 6月13日 - ジョナサン・ルクロイ、メジャーリーガー
- 6月13日 - 本田圭佑、サッカー選手
- 6月13日 - メアリー・ケイト・オルセン（オルセン姉妹）、女優
- 6月14日 - 比嘉愛未、女優
- 6月15日 - トレバー・プルーフ、メジャーリーガー
- 6月16日 - ウルビー・エマヌエルソン、サッカー選手
- 6月16日 - フェルナンド・ムスレラ、サッカー選手
- 6月17日 - アルフレド・デスパイネ、野球選手
- 6月18日 - スティーブ・シシェック、メジャーリーガー
- 6月19日 - 王晨、フィギュアスケート選手
- 6月19日 - マーヴィン・ウィリアムス、バスケットボール選手
- 6月21日 - ラナ・デル・レイ、歌手
- 6月21日 - ロックニ・ブルーベイカー、フィギュアスケート選手
- 6月21日 - 涌井秀章、プロ野球選手
- 6月24日 - フィル・ヒューズ、メジャーリーガー
- 6月25日 - 松浦亜弥、歌手・タレント
- 6月27日 - プシェミスワフ・ドマンスキー、フィギュアスケート選手
- 6月28日 - 三森すずこ、声優・女優・歌手
- 6月29日 - エドワード・マヤ、ミュージシャン
- 6月30日 - ビクトリア・クロフォード、モデル、プロレスラー
- 6月30日 - 洪秀兒（英語版、朝鮮語版）、女優

### 7月
- 7月1日 - チャーリー・ブラックモン、メジャーリーガー
- 7月2日 - ブレット・セシル、メジャーリーガー
- 7月2日 - リンジー・ローハン、女優
- 7月2日 - レイナルド・ロドリゲス、マイナーリーガー
- 7月3日 - オラ・トイヴォネン、サッカー選手
- 7月3日 - 稀勢の里寛、力士・第72代横綱・13代二所ノ関
- 7月3日 - トミー・ハンター、メジャーリーガー
- 7月4日 - 増田貴久、歌手、俳優、タレント (NEWS)
- 7月8日 - ハイメ・ガルシア、メジャーリーガー
- 7月10日 - 朴炳鎬、野球選手
- 7月10日 - ワイアット・ラッセル、俳優、元プロアイスホッケー選手
- 7月11日 - ヨアン・グルキュフ、サッカー選手
- 7月15日 - ホルヘ・バルボア、野球選手
- 7月16日 - 宇野実彩子、歌手、女優
- 7月18日 - ナタリア・ミハイロワ、フィギュアスケート選手
- 7月20日 - ホルヘ・パドロン、野球選手
- 7月23日 - 内田彩、声優
- 7月24日 - アンドレイ・ルータイ、フィギュアスケート選手
- 7月24日 - スコット・バンスライク、メジャーリーガー
- 7月24日 - 尹錫珉、野球選手
- 7月25日 - ジヴァニウド・ヴィエイラ・ジ・ソウザ、サッカー選手
- 7月28日 - ダリン・ラフ、メジャーリーガー
- 7月29日 - チャールズ・カトラー、野球選手
- 7月31日 - ゾルターン・ケレメン、フィギュアスケート選手

### 8月
- 8月1日 - リ・ソンチョル、フィギュアスケート選手
- 8月2日 - 逢坂良太、声優
- 8月3日 - シャルロット・カシラギ、モナコの公位継承権者
- 8月4日 - アレックス・カステヤーノス、プロ野球選手
- 8月4日 - オレグ・イワノフ、サッカー選手
- 8月5日 - ポーラ・クリーマー、プロゴルファー
- 8月7日 - ヴァルテル・ビルサ、サッカー選手
- 8月7日 - ジョーダン・ダンクス、メジャーリーガー
- 8月7日 - マルコス・ベキオナチ、プロ野球選手
- 8月8日 - ジェイク・マギー、メジャーリーガー
- 8月8日 - ジェフ・グリーン、バスケットボール選手
- 8月11日 - コルビー・ラスムス、メジャーリーガー
- 8月11日 - パブロ・サンドバル、メジャーリーガー
- 8月11日 - 福原香織、声優
- 8月13日 - ジャマル・オスマン、フィギュアスケート選手
- 8月14日 - 藤井道人、映画監督
- 8月16日 - ゲオルギ・ケンチャゼ、フィギュアスケート選手
- 8月16日 - ダルビッシュ有、プロ野球選手
- 8月17日 - タイラス・トーマス、バスケットボール選手
- 8月17日 - マルクス・ベリ、サッカー選手
- 8月17日 - ルディ・ゲイ、バスケットボール選手
- 8月18日 - エバン・ガティス、メジャーリーガー
- 8月19日 - 木村沙織、バレーボール選手
- 8月19日 - ユーリ・ラリオノフ、フィギュアスケート選手
- 8月20日 - 勝地涼、俳優
- 8月20日 - ペルネル・キャロン、フィギュアスケート選手
- 8月20日 - ヤニック・ココン、フィギュアスケート選手
- 8月21日 - 荒鷲毅、大相撲力士
- 8月21日 - ウサイン・ボルト、陸上選手
- 8月22日 - アンドレイ・ブラッチェ、バスケットボール選手
- 8月22日 - 北川景子、女優
- 8月25日 - カリアン・サムス、プロ野球選手
- 8月27日 - 白鳥翔、プロ雀士
- 8月28日 - アナスタシア・プラトノワ、フィギュアスケート選手
- 8月28日 - ジャスティン・ピーターセン、フィギュアスケート選手
- 8月28日 - トミー・ハンソン、メジャーリーガー（+ 2015年）
- 8月31日 - アリャクサンドル・カザコウ、フィギュアスケート選手

### 9月
- 9月2日 - 今市隆二、歌手（三代目J Soul Brothersボーカル）
- 9月3日 - ショーン・ホワイト、スノーボード選手
- 9月7日 - チャーリー・ダニエルズ、サッカー選手
- 9月7日 - トッド・グラタン、野球選手
- 9月8日 - 林陵平、サッカー選手
- 9月9日 - クルト・スミス、プロ野球選手
- 9月9日 - ジョゼ・アルド、総合格闘家
- 9月9日 - マイケル・ボウデン、メジャーリーガー
- 9月10日 - 内博貴、歌手、俳優、タレント
- 9月10日 - 酒井藍、タレント、吉本新喜劇座長
- 9月11日 - カイル・ブランクス、メジャーリーガー
- 9月12日 - アルフィー・アレン、俳優
- 9月12日 - エミー・ロッサム、女優、歌手、ドラマ監督
- 9月12日 - 工藤真由、歌手
- 9月12日 - 長友佑都、サッカー選手
- 9月12日 - 楊冪、女優、歌手
- 9月13日 - 小林可夢偉、レーシングドライバー
- 9月14日 - 高橋愛、元モーニング娘。
- 9月15日 - ジェナ・マッコーケル、フィギュアスケート選手
- 9月16日 - ゴードン・ベッカム、メジャーリーガー
- 9月17日 - 松岡禎丞、声優
- 9月18日 - ルノー・ラビレニ、陸上競技選手
- 9月19日 - コンセプシオン・ロドリゲス、マイナーリーガー
- 9月20日 - A.J.ラモス、メジャーリーガー
- 9月21日 - ザック・フィリップス、プロ野球選手
- 9月21日 - リンジー・スターリング、バイオリニスト、ダンサー、作曲家
- 9月22日 - セルゲイ・ドブリン、フィギュアスケート選手
- 9月22日 - 朴顯俊、元プロ野球選手
- 9月22日 - 矢作紗友里、声優
- 9月23日 - ミゲル・ゴンサレス、プロ野球選手
- 9月24日 - リア・ディゾン、グラビアアイドル・歌手
- 9月25日 - エリーローズ、ファッションモデル
- 9月25日 - リュ・ジュンヨル、俳優・モデル
- 9月26日 - ショーン・ドゥーリトル、メジャーリーガー
- 9月27日 - マット・シューメイカー、メジャーリーガー
- 9月28日 - ザック・スチュワート、プロ野球選手
- 9月30日 - オリヴィエ・ジルー、サッカー選手
- 9月30日 - 西島隆弘、歌手、俳優、タレント

### 10月
- 10月1日 - アーロン・ポレダ、プロ野球選手
- 10月1日 - 神田沙也加、歌手、女優（+ 2021年）
- 10月2日 - イスメル・ヒメネス、野球選手
- 10月3日 - グウェンドリン・ディディエ、フィギュアスケート選手
- 10月4日 - エリエル・サンチェス、野球選手
- 10月4日 - フレディ・バイエスタス、プロ野球選手
- 10月5日 - タナー・ロアーク、メジャーリーガー
- 10月9日 - デレク・ホランド、メジャーリーガー
- 10月9日 - ロール・マナドゥ、競泳選手
- 10月10日 - アンドリュー・マカッチェン、メジャーリーガー
- 10月11日 - ジョン・カリウキ、陸上選手
- 10月12日 - ダニエル・ヘルマン、フィギュアスケート選手
- 10月13日 - ガブリエル・アグボンラホール、サッカー選手
- 10月15日 - ドンヘ、歌手、作曲家 (SUPER JUNIOR)
- 10月16日 - 岩永徹也、モデル・俳優
- 10月17日 - ヤニック・ポンセロ、フィギュアスケート選手
- 10月19日 - ダニエル・デスカルソ、メジャーリーガー
- 10月21日 - C.C.リー、プロ野球選手
- 10月22日 - クリス・ルーシン、メジャーリーガー
- 10月24日 - ドレイク、俳優・ラッパー
- 10月24日 - 岡本信彦、声優
- 10月26日 - ダミャン・オストイッチ、フィギュアスケート選手
- 10月27日 - インバー・ラヴィ、女優
- 10月27日 - ジョナソン・ニース、メジャーリーガー
- 10月28日 - ジョシュ・トーリー、メジャーリーガー
- 10月28日 - スザンヌ、タレント・女優
- 10月28日 - 豊崎愛生、声優
- 10月28日 - 水口まつり、声優
- 10月30日 - トーマス・モルゲンシュテルン、スキージャンプ選手
- 10月31日 - ブレント・コリガン、モデル、俳優

### 11月
- 11月1日 - ペン・バッジリー、俳優
- 11月1日 - ライナー・クルーズ、プロ野球選手
- 11月3日 - ホ・ヨンセン、歌手（SS501）
- 11月4日 - アレックズ・ジョンソン、女優
- 11月4日 - アンジェリカ・パガニバン、女優
- 11月5日 - カスパー・シュマイケル、サッカー選手
- 11月5日 - BoA、歌手
- 11月6日 - チェン・チュー、SDN48
- 11月8日 - アーロン・スワーツ、プログラマ、ライター（+ 2013年）
- 11月10日 - サムエル・ワンジル、陸上競技選手（+ 2011年）
- 11月11日 - フランソワ・トゥラン＝デュック、ラグビーユニオン選手
- 11月11日 - マーク・サンチェス、アメリカンフットボール選手
- 11月13日 - ウェイド・マイリー、メジャーリーガー
- 11月13日 - 斉藤佑圭、声優
- 11月13日 - 戸塚祥太、アイドル (A.B.C-Z)
- 11月17日 - ナニ、サッカー選手
- 11月19日 - ニナ・イヴァノヴァ、フィギュアスケート選手
- 11月19日 - マイケル・ソーンダース、メジャーリーガー
- 11月19日 - 瑞原明奈、プロ雀士
- 11月20日 - アレックス・ゲレーロ、プロ野球選手
- 11月20日 - オリヴァー・サイクス、ロック歌手
- 11月20日 - 堀越耕平、漫画家
- 11月22日 - オスカー・ピストリウス、パラリンピック陸上選手
- 11月22日 - DaiGo、メンタリスト
- 11月23日 - 田中みな実、女優、フリーアナウンサー
- 11月24日 - 松本あゆ美、タレント、フリーアナウンサー
- 11月26日 - 伊藤かな恵、声優
- 11月27日 - 長野美郷、タレント、フリーアナウンサー
- 11月28日 - 野田クリスタル、お笑いタレント (マヂカルラブリー)

### 12月
- 12月5日 - ジャスティン・スモーク、メジャーリーガー
- 12月8日 - ジョーダン・ノルベルト、プロ野球選手
- 12月10日 - 塚田僚一、アイドル (A.B.C-Z)
- 12月10日 - マット・クラーク、プロ野球選手
- 12月11日 - リー・ペルティア、サッカー選手
- 12月13日 - 五十嵐裕美、声優
- 12月15日 - ケイロル・ナバス、サッカー選手
- 12月16日 - アルシデス・エスコバー、メジャーリーガー
- 12月16日 - 柄本佑、俳優
- 12月18日 - クリス・カーター、メジャーリーガー
- 12月19日 - ライアン・バベル、サッカー選手
- 12月24日 - 石原さとみ、女優
- 12月24日 - 中村倫也、俳優
- 12月25日 - 洲崎綾、声優
- 12月26日 - イリヤ・トカチェンコ、フィギュアスケート選手
- 12月26日 - ウーゴ・ロリス、サッカー選手
- 12月26日 - キット・ハリントン、俳優
- 12月26日 - サンジャール・トゥルスノフ、サッカー選手
- 12月28日 - 石田スイ、漫画家
- 12月30日 - エリー・ゴールディング、シンガーソングライター
- 12月30日 - ラウール・レイエス、野球選手
- 12月31日 - ネイト・フレイマン、メジャーリーガー

## ノーベル賞
- 物理学賞 - ゲルト・ビーニッヒ（ドイツ）、ハインリッヒ・ローラー（スイス）、エルンスト・ルスカ（ドイツ）
- 化学賞 - ダドリー・ハーシュバック（アメリカ）、李遠哲（アメリカ）、ジョン・ポラニー（カナダ）
- 生理学・医学賞 - リータ・レーヴィ＝モンタルチーニ（イタリア、アメリカ）、スタンリー・コーエン（アメリカ）
- 文学賞 - ウォーレ・ショインカ（ナイジェリア）
- 平和賞 - エリー・ウィーゼル（アメリカ）
- 経済学賞 - ジェームズ・M・ブキャナン（アメリカ）